# خورخي دانيال فلورينتين
خورخي دانيال فلورينتين (بالإسبانية: Jorge Daniel Florentín) هو لاعب كرة قدم ومدرب كرة قدم باراغواياني، ولد في 8 ديسمبر 1982 في سان لورينزو في باراغواي. لعب مع نادي غواراني.

## وصلات خارجية
- خورخي دانيال فلورينتين على موقع قاعدة بيانات كرة القدم.إي يو (الإنجليزية)
- خورخي دانيال فلورينتين على موقع Soccerway.com (الإنجليزية)